# Phare d'Arenas Blancas
Le phare de Arenas Blancas est un phare situé sur la plage de Arenas Blancas, à 8 km au sud-est de la commune de Villa de Mazo sur l'île de La Palma, dans les Îles Canaries (Espagne). C'est l'un des quatre phares principaux de La Palma, chacun marquant le point cardinal de l'île. Les phares modernes de Arenas Blancas et Punta Lava sont situés sur les côtés oriental et occidental de l'île. Le phare de Punta Cumplida et le phare de Fuencaliente sont situés sur les points nord et sud.
Il est géré par l'autorité portuaire de la Province de Santa Cruz de Tenerife (Autoridad Portuaria de Santa Cruz de Tenerife).

## Histoire
La nécessité d'un phare pour cette zone a été identifiée dans le troisième plan de feu maritime pour les îles Canaries en 1989, pour une aide à la navigation maritime côtière sur la côte est de l'île. Il est entré en service en 1993 et se trouve sur une petite falaise à environ huit mètres au-dessus du niveau de la mer, à côté de l'océan Atlantique, ce qui donne à la lanterne une hauteur focale de 46 mètres. La lumière a une portée de 20 milles marins (37 km), et émet une lumière occultante qui se compose de trois flashes de lumière blanche toutes les huit secondes.
La tour cylindrique blanche avec une pointe incurvée est considérée comme un design "striking modern". La tour en béton de 38 mètres de haut a des côtés cannelés, la lumière brille d'une ouverture horizontale sur le côté de la mer.
Identifiant : ARLHS : CAI-002 ; ES-13025 - Amirauté : D2849.51 - NGA : 23798 .
|          |
| Le phare |

|             |
| La lanterne |

### Lien connexe
- Liste des phares des îles Canaries